# Empoasca tuberculata
Empoasca tuberculata är en insektsart som beskrevs av Zhang och Liu 2010. Empoasca tuberculata ingår i släktet Empoasca och familjen dvärgstritar. Inga underarter finns listade i Catalogue of Life.